# Tetrahydrocannabinol
Tetrahydrocannabinol (THC) là một trong ít nhất 113 cannabinoid được xác định có trong cần sa. THC là thành phần tạo ra tác động tâm sinh lý chính của cần sa. Với tên hóa học (-) - trans-Δ⁹-tetrahydrocannabinol, thuật ngữ THC cũng đề cập đến các đồng phân cannabinoid.
Giống như hầu hết các chất chuyển hóa thứ cấp có hoạt tính dược lý của thực vật, THC là một lipid có trong cần sa, được cho là có liên quan đến khả năng tự vệ của cây, chống lại sự xâm nhập của côn trùng, tia cực tím và căng thẳng môi trường.
THC, cùng với các đồng phân liên kết đôi và các đồng phân lập thể của chúng, là một trong ba cannabinoid được đưa vào Phụ lục của Công ước Liên hợp quốc về các chất hướng thần (hai loại còn lại là dimethylheptylpyran và parahexyl). Nó được liệt kê vào Phụ lục I năm 1971, nhưng được phân loại lại trong Phụ lục II năm 1991 theo khuyến nghị của WHO. Dựa trên các nghiên cứu tiếp theo, WHO đã khuyến nghị phân loại lại theo Phụ lục III ít nghiêm ngặt hơn. Cần sa như một loài thực vật được đưa vào Phụ lục của Công ước riêng về Ma túy (Phụ lục I và IV). Nó đặc biệt vẫn được liệt kê theo Phụ lục I của Luật các chất bị kiểm soát của luật liên bang Hoa Kỳ vì "sử dụng y tế được chấp nhận" và "an toàn được chấp nhận". Tuy nhiên, dronabinol là một dạng tổng hợp của THC được FDA phê chuẩn là một chất kích thích sự thèm ăn cho những người bị AIDS và chất chống nôn cho những người được hóa trị liệu. Dronabinol dạng thuốc là một loại nhựa dầu được cung cấp trong các viên nang có sẵn theo toa tại Hoa Kỳ, Canada, Đức và New Zealand.